# أوتو فالكنبيرغ
أوتو فالكنبيرغ (بالنرويجية البوكمول: Otto Falkenberg)‏ هو ربان ‏ نرويجي، ولد في 9 يناير 1885 في ستيوردال في النرويج، وتوفي في 21 يوليو 1977 في أوسلو في النرويج.

## وصلات خارجية
- أوتو فالكنبيرغ على موقع أوليمبيديا (الإنجليزية)